# بیژن پاکزاد
بیژن پاکزاد (۱۵ فروردین ۱۳۱۹ – ۲۶ فروردین ۱۳۹۰) طراح و تولیدکننده سرشناس ایرانی-آمریکایی لباس‌های مردانه و عطر و ادکلن بود. او با نام تجاری بیژن شناخته می‌شد.

## زندگی
بیژن پاکزاد در ۱۵ فروردین ۱۳۱۹ در تهران به دنیا آمد. بیژن در سال ۱۳۵۲، به ایالات متحده آمریکا مهاجرت کرد و در سال ۱۹۷۶ میلادی، فروشگاه ویژه خود را در بلوار رودیو درایو واقع در بورلی هیلز افتتاح کرد. بازدید از این فروشگاه تنها با داشتن وقت قبلی امکان‌پذیر است.
بیژن همچنین به خاطر داشتن اتومبیل‌هایی نظیر بنتلی آزور زرد رنگ با تزیینات داخلی مشکی، صندلی تمام چرم و سیستم داخل آن، مرسدس بنز اس‌ال‌آر مک لارن مشکی، فراری اف۴۳۰ زردرنگ، رولزرویس فانتوم کوپه زرد رنگ و بوگاتی ویرون معروف بود.
مجله ونتی فر در سال ۱۹۷۹، نام بیژن را در لیست شیک‌پوش‌ترین‌های (خوش تیپ ترین‌های) جهان قرار داد.

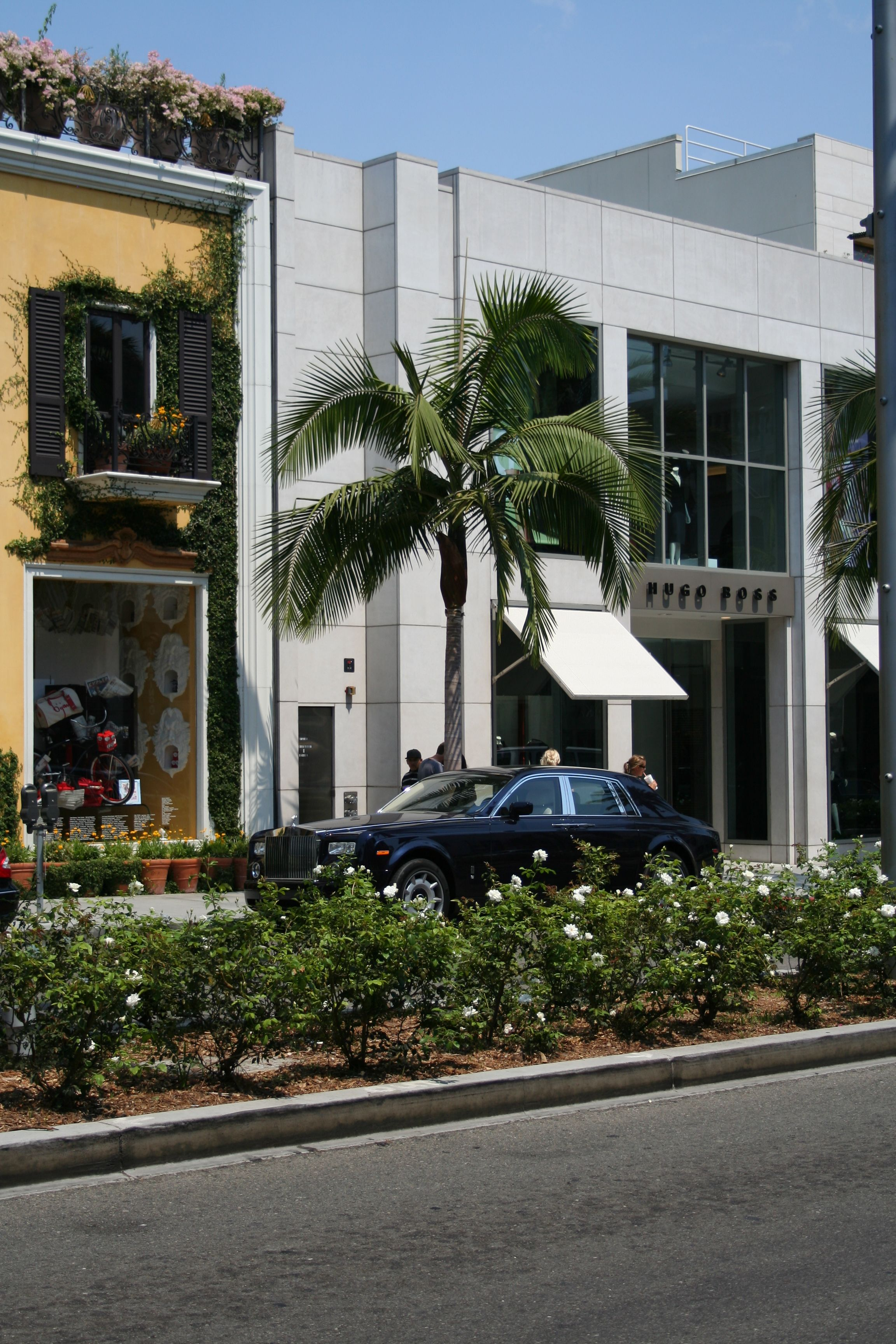
نمایی نیمه از بوتیک بیژن، ساختمانی با معماری مدیترانه‌ای و به رنگ زرد در بلوار رودیو درایو.
.

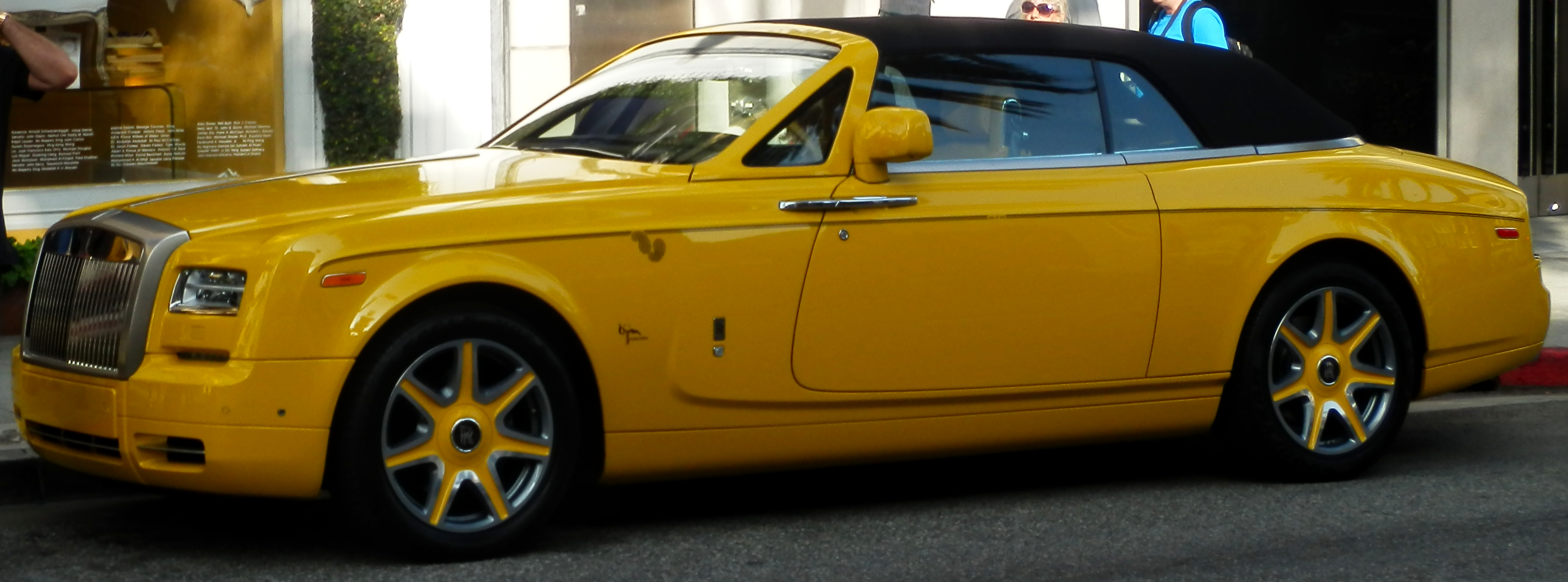
رولزرویس کوپه بیژن

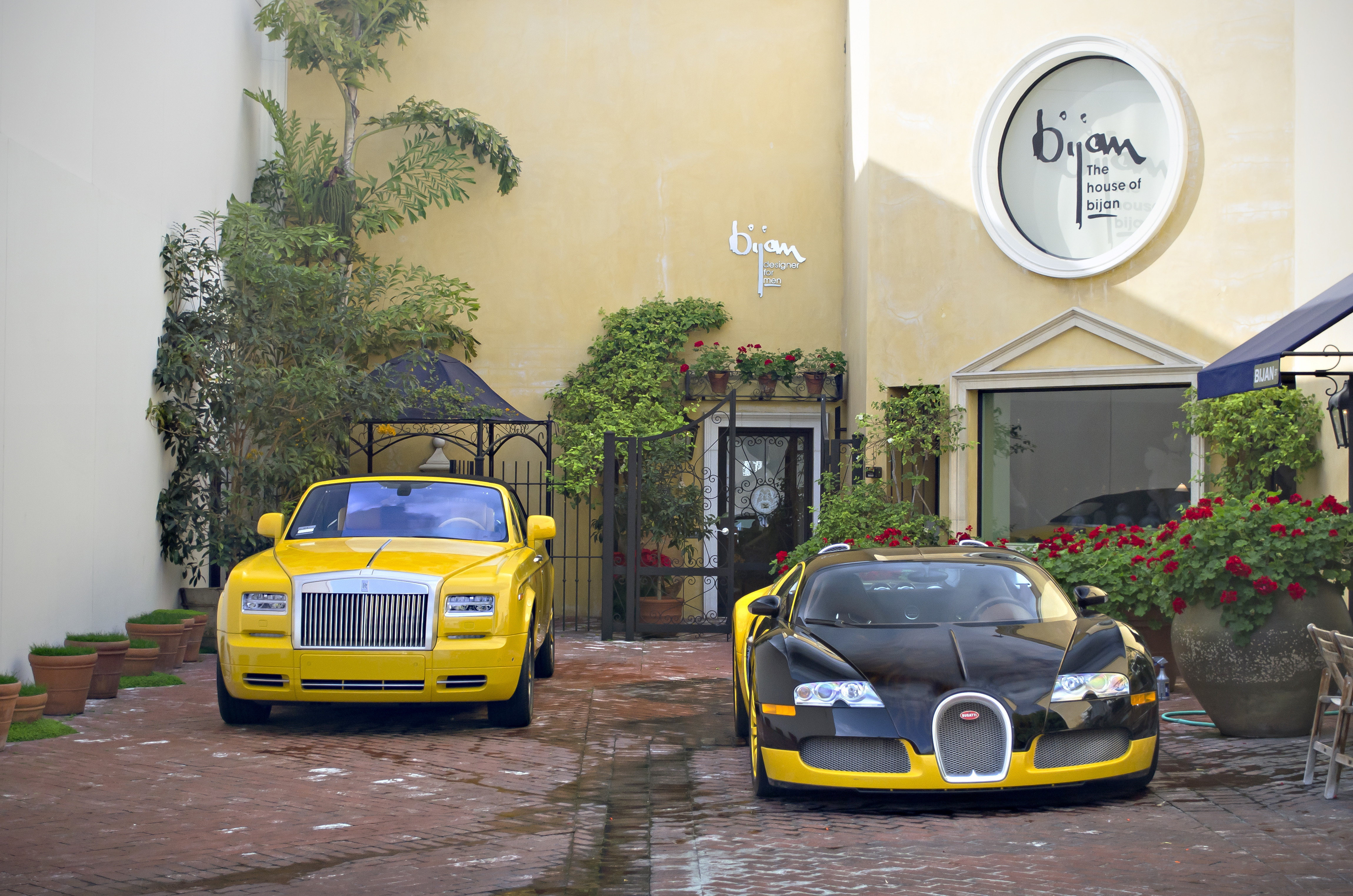
بوگاتی ویرون و رولزرویس بیژن

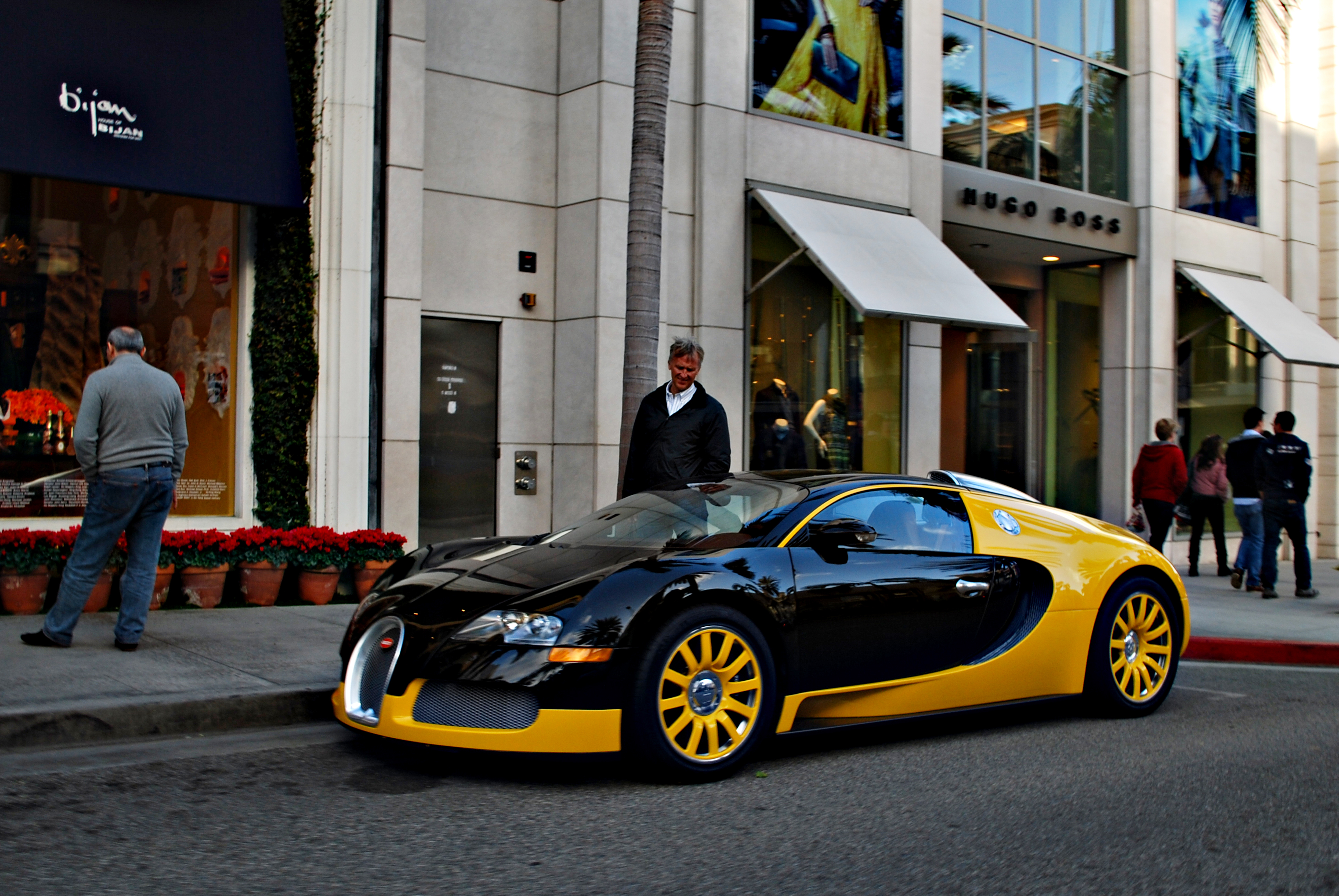
بوگاتی ویرون متعلق به بیژن پاکزاد، روبروی بوتیک بیژن در بورلی هیلز، لس‌آنجلس

بیژن در روز ۲۶ فروردین ۱۳۹۰ در محل کارش در خیابان رودئو در بورلی هیلز سکته مغزی کرد و در گذشت. مراسم بزرگداشت بیژن دو هفته بعد از مرگش در دانشگاه کالیفرنیا، لس‌آنجلس برگزار شد که در آن ۷۰۰ مهمان اختصاصی از جمله هنرمندان ایرانی ساکن آمریکا و ۱۲۰۰ مهمان عادی حضور داشتند؛ در این مراسم پیام تسلیت برخی از افراد غیر حاضر از جمله فرح پهلوی خوانده شد. آرنولد شوارتزنگر در این مراسم سخنرانی کرد. جورج هربرت واکر بوش، رئیس‌جمهور اسبق ایالات متحده آمریکا نیز پیامی به مناسبت مرگ بیژن پاکزاد ارسال کرده‌بود که نیکولاس پاکزاد، پسر بیژن، آنها را خواند.

### زندگی شخصی
بیژن پاکزاد دو بار ازدواج کرد و دارای سه فرزند به نام‌های دانیلاّ، نیکلاس و الکساندرا پری بود.

### بزرگراهی به نام بیژن
جمشید دلشاد شهردار شهر بورلی هیلز  به پاس زحمات ارزنده بیژن پاکزاد در زمینه تولیدات تجاری و ... بزرگراهی را در بورلی هیلز به نام او نامگذاری کرد .

## مشتریان سرشناس
- محمدرضا پهلوی و اعضای خاندان پهلوی مثل نور پهلوی[۷]
- باراک اوباما[۸][۹]
- جورج دبلیو بوش[۸][۱۰]
- جورج هربرت واکر بوش[۱۰]
- رونالد ریگان[۱۱]
- بیل کلینتون[۱۰]
- جیمی کارتر
- ولادیمیر پوتین[۱۱]
- جان کری[۱۱]
- جورجیو آرمانی[۸]
- آرنولد شوارتزنگر[۸]
- فرانک سیناترا[۹]
- کری گرانت[۹]
- استیو واندر[۹]
- تام کروز[۱۱]
- شهرام ناظری[۱۱]
- دونالد ترامپ

## عطر
یکی از محصولات برند بیژن عطرهای اوست. بیژن در سال ۱۹۸۸، برنده جایزه موفق‌ترین عطر مردانه و بهترین پکیج عطر زنانه از بنیاد فی‌فی شد. وی همچنین جایزه بهترین کمپین تبلیغاتی عطر مردانه را در سال ۱۹۹۷، دریافت کرد. هم اکنون پسرش مرکز فروش عطر او در بورلی هیلز را اداره می کند. همچنین او مشوق مهستی برای ساخت عطری با نام خودش بود که با استقبال مهستی از این ایده و کمک بیژن پاکزاد، مهستی نخستین خواننده ایرانی بودکه عطر اختصاصی به نام خودش داشت.